# Joyca
Jordan Rondelli, plus connu sous le pseudonyme Joyca , anciennement YouTunes, né le 7 août 1995 à Grenoble, est un vidéaste web et musicien français.
Depuis 2016, il poste des vidéos sur sa chaîne YouTube, et se fait principalement connaître en publiant des remix et des parodies. Sa notoriété grandit, de sorte qu'en 2024, sa chaîne cumule plus de 6 millions d'abonnés.
En parallèle, il exerce d'autres activités, notamment dans la musique, en publiant plusieurs singles depuis 2018, dont certains en featuring avec Amixem, Squeezie, Mastu ou encore Boostee.

## Biographie

### Naissance
Il naît le 7 août 1995 à Grenoble.

### Jeunesse et débuts sur YouTube (1990-2016)
Influencé par ses deux sœurs qui écoutaient beaucoup de techno des années 1990, le jeune Jordan Rondelli se trouve une passion pour la scène, et plus généralement la musique. Il s'est passionné pour la musique dès sa jeunesse, et a appris lui-même piano, guitare et batterie. Plus tard il devient DJ et beatmaker et même si le succès peine à se faire ressentir, il passe à plusieurs reprises sur Fun Radio. En études de commerce à Grenoble, il arrête ses études à l'âge de 16 ans pour se concentrer définitivement sur la musique.
Jordan Rondelli est l'acteur principal, à l'âge de dix ans, d'un court-métrage nommé Tremblez, tyrans !. Il joue Henry Brulard,.
Le 24 mai 2016, il crée sa chaîne YouTube nommée d'après son pseudonyme de l'époque, « YouTunes », et publie sa première vidéo, qui est un remix d'un discours de Manuel Valls, en utilisant de l'autotune pour modifier la voix de l'homme politique. Les vidéos publiées ensuite sont des remixes de vidéastes célèbres, comme Cyprien, avec le clip William est gentil que ce dernier retweetera, et Squeezie qui partagera la musique sur sa propre chaîne. Seulement un mois après le début de sa chaîne, il atteint le cap des 100 000 abonnés. Anonyme dans les premières vidéos, YouTunes finit par montrer son visage en public assez rapidement. En dehors de ses remixes et des parodies, il crée plusieurs séries originales comme « Faire un beat avec… ».
Créé en « une heure chrono », Jordan Rondelli explique que son pseudonyme peut avoir deux significations. La première est que le You veut dire « toi » en français, et Tunes veut dire sons, ou musiques. La deuxième, est simplement un détournement du nom YouTube, en YouTunes pour ajouter un côté musical.

### Notoriété grandissante (2017-2018)
En août 2017, soit un peu plus d'un an après la création de sa chaîne, le site Vidclust publie un classement des vidéastes émergents et en forte croissance, et positionne YouTunes à la première place de celui-ci, juste devant McFly & Carlito. Les parodies publiées sur sa chaîne, comme Maquillée (parodie de Bazardée de KeBlack), et surtout J'vais vous péchô (parodie de Despacito de Luis Fonsi), sont parmi les plus regardées de sa chaîne et contribuent à faire grimper sa notoriété.
Fin 2017, il réalise sa première collaboration avec Boostee, sur Le monde de Disney !, où les deux hommes rendent hommage aux films Disney avec lesquels ils ont grandi, tout en montrant avec humour les incohérences de ces films. À la fin de l'année, la vidéo J'vais vous pécho de YouTunes est la sixième vidéo française la plus visionnée en 2017 (hors clip musical), avec plus de 7 millions de vues en quelques mois.
En parallèle, avec plusieurs autres vidéastes populaires, Amixem, VodK, Mastu et Neoxi, il rejoint la RedBox à Angers, où il dispose d'un studio équipé qui lui permet de produire des vidéos et des musiques plus facilement,,,.
Très attaché à la cause animale, en janvier 2018, Joyca se distingue en se mobilisant pour soutenir la Société protectrice des animaux (SPA) de Cholet récemment vandalisée, en ouvrant une cagnotte dont les bénéfices seront reversés aux bénévoles de l'organisation et à ses pensionnaires, et continuera par l'avenir, via sa chaîne YouTube et son compte Twitter, à réveiller les consciences autour des refuges pour animaux perdus.

### De YouTunes à Joyca (2018-2021)
N'ayant jamais caché son envie de faire des vidéos et des musiques plus « sérieuses » pour en faire des hits,, YouTunes prend la décision en mars 2018, de changer le nom de sa chaîne pour adopter le nom de "JOYCA", qui lui semblait plus approprié. S'il réalise toujours des vidéos humoristiques, Joyca publie son premier single officiel, High, le 22 avril 2018, avec un clip réalisé par Kick Sama. Le pseudonyme Joyca vient de JO (pour Jordan, son prénom), Y (pour YouTunes) car c’est ce qui a marqué sa popularité et donc le Y est au centre, et CA (pour le mot anglais cat, en référence à son amour des chats).
Après le décès du DJ Avicii à la renommée mondiale, Joyca lui rend hommage avec un nouveau single, très influencé par le style d'Avicii : Heart and Soul, réalisé de nouveau en collaboration avec le chanteur Boostee. Le clip est cette fois-ci conçu par MyFuckinMess. Joyca est le compositeur de la musique, tandis que Boostee en est l'interprète : le thème de cette musique n'est pas explicite et laisse de nombreuses et différentes interprétations ; néanmoins, il est expliqué qu'il faut continuer à se battre quoi qu'il arrive.
Il participe en juin 2019 à une vidéo de Squeezie, où ils composent en collaboration un hit de l'été en 3 jours, Bye Bye, en concurrence avec Kezah et Freddy Gladieux, qui eux, composent la chanson Mirador avec les mêmes contraintes. Ils sont ensuite jugés par le chanteur/rappeur Gims qui désigne Mirador comme "gagnant". Les deux singles connaissent un certain succès allant jusqu'à être interprétés en direct lors du festival de musique Solidays 2019 par leurs auteurs. Ils sont également diffusés dans plusieurs boîtes de nuits et sur des radios nationales comme Fun Radio. Les deux singles sont classés aux classements des ventes de plusieurs plateformes musicales et le titre Mirador sera même officiellement certifié disque d'or.
Le 18 septembre 2019, il crée la chaîne YouTube Des Cuts & Des Zooms avec Amixem. Cette chaîne n'a pas de concept principal défini, les deux youtubeurs y postent des vidéos sur des thèmes différents : cuisine, musique, etc.[réf. nécessaire].

### Le LOAT (2021-2024)
En 2020, Joyca décide de quitter la Redbox et fonde avec Mastu un nouveau local collaboratif dédié à la création de vidéos : le LOAT (acronyme de Local Of All Time et détournement de l'expression populaire "GOAT", signifiant Greatest Of All Time), inauguré en vidéo le 14 août 2021. Ce lieu de créativité accueille leurs équipes de production de vidéos respectives. L'équipe de Joyca est constituée de Hibz (anciennement MrHiboo) et Larsen, ses monteurs vidéos, Ema et Quentin, chargés de productions, et Kuzan, graphiste VFX. De plus, qutrte autres créateurs rejoignent le LOAT : Théodort puis plus tardivement Raska (principalement vidéastes sur YouTube) ainsi que Linca et Hctuan (principalement streameurs sur la plateforme Twitch). Comme chacun des autres créateurs, Joyca y inaugure un nouveau studio qu'il révèle en vidéo le 22 août 2021.
Pendant les premiers mois d'existence du local, durant lesquels de nombreux travaux ont lieu, il effectue des vlogs hebdomadaires en supplément de ses vidéos habituelles, intitulés VLOAT. Ces vlogs ont pout but de présenter au public la vie dans ce lieu, ainsi que l'avancée des travaux. Leur générique est une musique qu'il avait réalisée en collaboration avec l'artiste Cjae dans la vidéo "J'ai (encore) payé pour ça ?!" et qui contenait déjà l'expression "Local Of All Time", dissimulée dans les paroles. Une version complète de la chanson, intitulée "LOAT (feat. Cjae)", sort le 29 mai 2022.
En parallèle, il lance avec Amixem la saison 2 de Des Cuts & Des Zooms. À la différence de la saison 1, les vidéos y suivent toutes le même concept, inspiré de la vidéo "Philotacos" dans laquelle les deux vidéastes cuisinaient des tacos tout en discutant de philosophie avec le Youtubeur Cyrus North. Ainsi, dans un décor de bar, ils pratiquent dans chaque vidéo une activité manuelle (confection de cocktails, pate à sel, etc.) tout en discutant avec une personne ayant une occupation hors du commun : ancien agent du KGB, explorateur, etc.
Il est également producteur délégué de l'EP Alpha de Luther, alias de son ami vidéaste ThéoBabac.
En janvier 2024, il annonce la fin du LOAT.

### Webedia (depuis 2024)
En février 2024, il dévoile ses nouveaux locaux, situés au sein de Webedia.
Dans le cadre d'une série de contenus avec Mr Beast, le vidéaste le plus suivi au monde, Joyca sort en février 2025 une chanson intitulée Discobeast. L'objectif des deux hommes est d'atteindre 15 millions d'équivalents-streams en France, soit un disque d'or. Les revenus seront reversés à l'Unicef. Dès la première semaine, la chanson atteint la 71e place du Top Singles français avec 959.000 équivalents-streams.

## Polémiques
En février 2025, Joyca publie plusieurs vidéos avec MrBeast, ce qui lui vaut de recevoir de nombreux avis négatifs dans l'espace commentaires de ses vidéos : de nombreux internautes lui reprochent la mise en avant d'un vidéaste controversé, de faire référence à Elon Musk (au cœur de nombreuses polémiques) et d'utiliser des véhicules de la marque Tesla (propriété de Musk et également liée à plusieurs controverses). Le Grenoblois reçoit cependant le soutien de plusieurs de ses confrères, comme Amixem, FastGoodCuisine ou Mastu, qui louent son travail. Il revient sur cette polémique sur sa chaîne secondaire.
Mi-mars 2025, il sort un contenu intitulé On teste 10 thérapies bizarres (2 sont totalement fausses).  Le caractère possiblement pseudoscientifique des thérapies présentées comme étranges mais véritables dans la vidéo, est relevé par d'autres créateurs, notamment par la chaîne G Milgram traitant des pseudosciences et de l'ésotérisme, qui axe son propos sur des questions d'exercice illégal de la médecine et de dérive sectaire. Joyca répond directement sous la vidéo de G Milgram le jour de sa sortie, le 17 avril. Reconnaissant une erreur, il remercie G Milgram pour son travail. Rondelli met la vidéo en privé le lendemain.
Mi-avril 2025, le vidéaste poste une vidéo accompagné de Seb, intitulée Devine qui c'est. L'usage de l'intelligence artificielle lui vaut de nouveau de recevoir des avis négatifs de la part de sa communauté, qui l'incitent à faire appel à des artistes pour l'usage d'images artistiques. Il y répond en affirmant qu'il avait déjà réalisé ce type de contenu et qu'il souhaitait en montrer l'évolution. Il assure ensuite qu'il fera appel à des artistes pour sa prochaine vidéo sur le même sujet.

## Télévision
- 2012 : participation à M6 mobile DJ Experience
- 2013 : participation à M6 mobile DJ Experience 2

## Filmographie
- 2007 : Tremblez, Tyrans ! : Henry Brulard, alias Stendhal avec Christophe Kourotchkine et Lara Guirao[48].

## Discographie

### Singles

#### Sous le pseudonyme YouTunes
- 2017 : Double ciao
- 2017 : On mange tous des enfants feat. Vodk
- 2017 : La Chanson putaclic feat. Amixem
- 2017 : Y fait chaud dans le ciel

#### Sous le pseudonyme Joyca
- 2018 : High
- 2018 : Heart and Soul feat. Boostee
- 2019 : Party End
- 2019 : Haut de gamme feat. Boostee
- 2020 : Millionaire
- 2020 : Confinés
- 2020 : Need U
- 2020 : Wow Wow Wow
- 2020 : Clash Assassins feat. Mastu
- 2021 : Bonne Année
- 2021 : Vago feat. Mastu
- 2022 : True du Q
- 2022 : Pipi Dans La Baignoire
- 2022 : Soulève-moi
- 2022 : LOAT feat. Cjae
- 2022 : Tes nuits feat. Tayc
- 2022 : Pegador feat. Bianca Costa
- 2022 : Diamant feat. Mister V
- 2023 : Baguette
- 2025 : DiscoBeast feat. MrBeast

### Collaboration
- Bye Bye (Squeezie feat. JOYCA)

### Classements et certification
| Titre                          | Année | Meilleure position | Meilleure position | Meilleure position | Meilleure position | Meilleure position | Certifications    |
| Titre                          | Année | FRA                | FRA (Vtes)         | BEL (WAL)          | SUI                | SUI (ROM)          | Certifications    |
| ------------------------------ | ----- | ------------------ | ------------------ | ------------------ | ------------------ | ------------------ | ----------------- |
| Bye Bye (Squeezie feat. JOYCA) | 2019  | 44                 | 13                 | 48                 | -                  | 18                 | France(SNEP) : Or |
| Clash Assassins feat. Mastu    | 2020  | 93                 | -                  | -                  | -                  | -                  |                   |
| Discobeast feat. MrBeast       | 2025  | 71                 | -                  | -                  | -                  | -                  |                   |

## Distinctions
| Année | Récompenses            | Catégories         | Résultat   | Ref(s) |
| ----- | ---------------------- | ------------------ | ---------- | ------ |
| 2020  | People’s Choice Awards | Social Star France | Nomination | [ 55 ] |
| 2022  | ForYouAwards           | Musique            | Nomination |        |

### Chaînes YouTube
- Chaîne Youtube de Joyca
- Chaîne Youtube de Lil Joyca
- Chaîne Youtube de Joyca Music
- Chaîne Youtube de Des Cuts & Des Zooms (avec Amixem)
- Chaîne Youtube de Deu